# Aleena Gibson
Aleena Anna-Lena Margaretha Gibson, född Högdahl, född 31 maj 1968 i Göteborgs domkyrkoförsamling, Göteborgs och Bohus län, är en svensk sångare och låtskrivare.
Hon har varit med i Melodifestivalen som låtskrivare och/eller artist 2000, 2003, 2007-2008 och 2012. Hennes scendebut i tävlingen, "Better Believe It", vann Baltic Song Contest 2003. Senare kom hon 2:a samt vann public priset tillsammans med Stefan Andersson i Andersson & Gibson 2007.
Som låtskrivare har hon erhållit en mängd platina- och guldskivor och har arbetat med bland andra Sanna Nielsen, Jill Johnson, Carola, Sahlene, Molly Sandén, Måns Zelmerlöw, Brolle Jr, Nick Carter och S-Club 7. Låten Chenoa gav flera höga listplaceringar runt om i Latinvärlden samt en 1:a i Spanien.  Hon erhöll dessutom SKAP:s årliga stipendium 2009.
Aleena Gibson är medlem i progrock-bandet Kaipa där hon sjunger tillsammans med Patrik Lundström.
Gibson är engagerad i kampanjen I SAY NO DRUGS och är en av initiativtagarna till albumet "I SAY NO DRUGS" som sålts i cirka 5000 exemplar.  Hon är dessutom engagerad i den antipsykiatriska Scientologi-organisationen Kommittén för mänskliga rättigheter.

## Bidrag i Melodifestivalen
- 2000
  - "Anropar försvunnen" framförd av Hanna Hedlund.
- 2003
  - "Nothing Can Stop Me" framförd av Lina Hedlund.
  - "We're Unbreakable" framförd av Sahlene.
  - "Better Believe It" som hon sjöng själv.
- 2007
  - "Anything But You" som hon sjöng tillsammans med Stefan Andersson.
- 2008
  - "Empty Room" framförd av Sanna Nielsen.
- 2012
  - "Why Am I Crying" framförd av Molly Sandén.

## Diskografi
Album
- (2005) Aleenas Café
- (2007) Earthly Greetings (med duon "Andersson & Gibson")

Singlar
- (2003) "Butt Naked"
- (2003) "Better Believe It"
- (2004) "Me And Tommy"
- (2005) "Hey Now"
- (2005) "Modern Times"
- (2007) "Anything But You" / "Sailorman" (med duon "Andersson & Gibson")